# ماهی‌های خراش‌دندان
ماهی‌های خراش‌دندان (نام علمی: Parodontidae) نام یک تیره از راسته تتراسانان است.